# Mariene ecoregio Araucanía
De Mariene ecoregio Araucanía (178) (Engels: Araucanian marine ecoregion) is een biogeografische regio en ligt in het zuidoosten van de Grote Oceaan in de Mariene provincie Warme Gematigde Zuidoostelijke Stille Oceaan (45) in het Marien rijk Gematigd Zuid-Amerika. De mariene ecoregio is vastgesteld door het World Wide Fund for Nature en The Nature Conservancy en is vernoemd naar de regio Araucanía.
In het noorden grenst het gebied aan de mariene ecoregio Centraal Chili (177), in het noordwesten aan de mariene ecoregio Juan Fernández en Desventuradas (179) en in het zuiden aan de mariene ecoregio Chiloense (188).

## Geografie
De mariene ecoregio ligt in het zuidoosten van de Grote Oceaan voor een stuk westkust van Chili. Het gebied strekt zich uit van het schiereiland Punta Curaumilla bij de stad Valparaíso ten noordwesten van de hoofdstad Santiago tot aan de monding van de Maullín bij de gemeente Maullín. Het omvat onder andere de wateren rond het eiland Santa María bij de stad Concepción en het eiland Mocha.
Door het gebied stroomt de Humboldtstroom.

## Biogeografie
Het gebied kent zeeleven dat houdt van gematigde temperaturen.